# Vòng loại giải vô địch bóng đá châu Âu 2004 (vòng play-off)
Vòng loại giải vô địch bóng đá châu Âu 2004 (vòng play-off) là vòng loại cuối cùng của UEFA Euro 2004.
Vòng này được tranh tài bởi 10 đội đứng nhì bảng từ vòng đầu tiên Vòng loại UEFA Euro 2004. Các đội chiến thắng trong số 5 trận sân nhà và sân khách sẽ giành quyền tham dự UEFA Euro 2004.

## Các đội vượt qua vòng loại
Tất cả 10 đội nhì bảng từ các bảng đấu đủ điều kiện đều tham dự vòng play-off:
| Bảng | Đội nhì bảng |
| ---- | ------------ |
| 1    | Slovenia     |
| 2    | Na Uy        |
| 3    | Hà Lan       |
| 4    | Latvia       |
| 5    | Scotland     |
| 6    | Tây Ban Nha  |
| 7    | Thổ Nhĩ Kỳ   |
| 8    | Croatia      |
| 9    | Wales        |
| 10   | Nga          |

## Bốc thăm
Lễ bốc thăm vòng play-off được tổ chức vào ngày 13 tháng 10 năm 2003 tại Frankfurt (Đức), để xác định 5 cặp đấu cũng như thứ tự thi đấu sân nhà và sân khách. Các đội không được phân chia theo nhóm hạt giống, mà được bốc thăm ngẫu nhiên.

## Tóm tắt
| Đội 1       | TTS | Đội 2      | Lượt đi | Lượt về |
| ----------- | --- | ---------- | ------- | ------- |
| Latvia      | 3–2 | Thổ Nhĩ Kỳ | 1–0     | 2–2     |
| Scotland    | 1–6 | Hà Lan     | 1–0     | 0–6     |
| Croatia     | 2–1 | Slovenia   | 1–1     | 1–0     |
| Nga         | 1–0 | Wales      | 0–0     | 1–0     |
| Tây Ban Nha | 5–1 | Na Uy      | 2–1     | 3–0     |

## Các trận đấu
| Latvia           | 1–0    | Thổ Nhĩ Kỳ |
| ---------------- | ------ | ---------- |
| Verpakovskis 29' | Report |            |

| Thổ Nhĩ Kỳ             | 2–2    | Latvia                         |
| ---------------------- | ------ | ------------------------------ |
| Mansız 20' · Şükür 64' | Report | Laizāns 66' · Verpakovskis 78' |

Latvia thắng với tổng tỉ số 3–2 và giành quyền tham dự UEFA Euro 2004.
| Scotland     | 1–0    | Hà Lan |
| ------------ | ------ | ------ |
| McFadden 22' | Report |        |

| Hà Lan                                                                    | 6–0    | Scotland |
| ------------------------------------------------------------------------- | ------ | -------- |
| Sneijder 13' · Ooijer 32' · Van Nistelrooy 37', 51', 67' · F. de Boer 65' | Report |          |

Hà Lan thắng với tổng tỉ số 6–1 và giành quyền tham dự UEFA Euro 2004.
| Croatia | 1–1    | Slovenia   |
| ------- | ------ | ---------- |
| Pršo 5' | Report | Šiljak 22' |

| Slovenia | 0–1    | Croatia  |
| -------- | ------ | -------- |
|          | Report | Pršo 61' |

Croatia thắng với tổng tỉ số 2–1 và giành quyền tham dự UEFA Euro 2004.
| Nga | 0–0    | Wales |
| --- | ------ | ----- |
|     | Report |       |

| Wales | 0–1    | Nga        |
| ----- | ------ | ---------- |
|       | Report | Evseev 21' |

Nga thắng với tổng tỉ số 1–0 và giành quyền tham dự UEFA Euro 2004.
| Tây Ban Nha                   | 2–1    | Na Uy       |
| ----------------------------- | ------ | ----------- |
| Raúl 21' · H. Berg 85' (o.g.) | Report | Iversen 15' |

| Na Uy | 0–3    | Tây Ban Nha                             |
| ----- | ------ | --------------------------------------- |
|       | Report | Raúl 34' · Vicente 49' · Etxeberria 57' |

Tây Ban Nha thắng với tổng tỉ số 5–1 và giành quyền tham dự UEFA Euro 2004.

## Danh sách ghi bàn
| Cầu thủ             | Số bàn thắng      |
| ------------------- | ----------------- |
| Ruud van Nistelrooy | 3                 |
| Dado Pršo           | 2                 |
| Māris Verpakovskis  | 2                 |
| Raúl González       | 2                 |
| Juris Laizāns       | 1                 |
| Frank de Boer       | 1                 |
| André Ooijer        | 1                 |
| Wesley Sneijder     | 1                 |
| Steffen Iversen     | 1                 |
| Vadim Evseev        | 1                 |
| James McFadden      | 1                 |
| Ermin Šiljak        | 1                 |
| Joseba Etxeberria   | 1                 |
| Vicente Rodríguez   | 1                 |
| İlhan Mansız        | 1                 |
| Hakan Şükür         | 1                 |
| Henning Berg        | 1 (phản lưới nhà) |